# Шепелєв Григорій Миколайович
Шепелєв Григорій Миколайович (9 березня 1972 року, Дзержинськ) — Заслужений тренер України, майстер спорту СРСР з вільної боротьби.

## Біографія
Шепелєв Григорій народився 9 березня 1972 року в місті Дзержинськ (нині Торецьк) в родині шахтаря. У шкільні роки почав займатися боротьбою. Перший тренер — Нікіфоров Ігор Миколайович.
У 1987 році закінчив ВШ № 8 і вступив до Дзержинського гірничого технікуму за спеціальністю «Гірнича електромеханика». 10 червня 1991 року захистив дипломний проект на тему «Механізація і електропостачання добувних ділянок» та рішенням Державної кваліфікаційної комісії Шепелєву Григорію було присвоєно кваліфікацію «Гірничий технік-електромеханік». Зі шкільних років Григорій займається вільною боротьбою. Коли Григорій вступив до технікуму, у нього вже був 1 дорослий розряд з вільної боротьби. Під час навчання в технікумі був фізоргом групи 1ГЕМ — 87, продовжував активно займатися вільною боротьбою, отримав звання Майстер спорту СРСР, став членом збірної команди УРСР з вільної боротьби. У 1996 році закінчив Донецький державний інститут здоров'я, фізичного виховання і спорту.

## Тренерська робота
Шепелєв Григорій на посаді тренера працював в Школі вищої спортивної майстерності в Донецьку. В настурний час (на 2017) працює в Донецькому вищому училище олімпійського резерву імені Сергія Бубки в Бахмуті. За час тренерської кар'єри виховав талановитих спортсменок: Василенко Ганна Вікторівна, Златова Валерія Василівна, Стадник-Махиня Аліна В'ячеславівна. Є особистим тренером Лазаревої Тетяни,.
Неодноразово входив в десятку кращих тренерів Донецька за підсумками року,.